# Prawo górnicze
Prawo górnicze – dział prawa ochrony środowiska (będącego częścią prawa administracyjnego) regulujący stosunki administracyjnoprawne w zakresie działalności górniczej (eksploatacji złóż kopalin, podziemnego bezzbiornikowego magazynowania substancji, podziemnego składowania odpadów, a także niektórych prac z zastosowaniem techniki górniczej). Często określa się prawo górnicze jako dział ustawodawstwa określający zasady korzystania ze złóż kopalin. Prof. Antoni Agopszowicz określał prawne stosunki górnicze jako stosunki międzyludzkie powstające w związku z działalnością w utworach skalnych tworzących skorupę ziemską, regulowane przez prawo. Zaliczenie prawa górniczego do prawa ochrony środowiska jest konsekwencją uznania złóż kopalin za element środowiska. Na system prawny górnictwa składają się – obok norm administracyjnych – także normy prawa cywilnego, przede wszystkim w zakresie własności górniczej, użytkowania górniczego oraz odpowiedzialności za szkody.

## Historia
Pierwszą regulacją prawną w zakresie prawa górniczego w niepodległej Polsce było Rozporządzenie Prezydenta Rzeczypospolitej Polskiej z dnia 29 listopada 1930 r. o prawie górniczym. Prawo to powoływało się na wiele ustaleń, pochodzących jeszcze z XIX-wiecznych ustaw górniczych państw zaborczych: austriackiej ustawy górniczej z 1854 r., rosyjskiej ustawy górniczej z 1854 r. oraz pruskiej ustawy górniczej z 1865 r. Wszystkie te przepisy zostały uchylone dekretem z dnia 6 maja 1953 r. „Prawo Górnicze”, wchodzącym w życie 1 grudnia 1953 r.

## Podstawa normatywna
O wyodrębnionym prawie górniczym można mówić do dnia 1 IX 1994 r., kiedy to weszła w życie ustawa z dnia 4 II 1994 r. – Prawo geologiczne i górnicze, uchylająca dekret z dnia 6 V 1953 r. – Prawo górnicze oraz ustawę z dnia 16 XI 1960 r. o prawie geologicznym. Ustawa z 1994 r. połączyła – dotychczas odrębne – prawo górnicze i prawo geologiczne w jedną ustawę, tworząc tym samym jednolitą gałąź prawa. A. Lipiński wskazuje, że „dotychczasowy dualizm regulacji prawnej (...) uznano za sztuczny i nie zapewniający dostatecznej integracji rozwiązań określających zasady wykonywania wspomnianej działalności”.